# Strobilocythere
Strobilocythere is een geslacht van kreeftachtigen uit de klasse van de Ostracoda (mosselkreeftjes).

## Soorten
- Strobilocythere (Cardocythere) megala Jellinek, 1990
- Strobilocythere (Keniacythere) malzi Jellinek, 1993
- Strobilocythere extrema Jellinek, 1990
- Strobilocythere karyon Jellinek, 1990
- Strobilocythere mtwapaensis Jellinek, 1990
- Strobilocythere skini Jellinek, 1990